# Skorbuciany
Skorbuciany (lit. Skurbutėnai) – wieś na Litwie, w okręgu wileńskim, w rejonie wileńskim, w gminie Pogiry.

## Historia
W Rzeczypospolitej Obojga Narodów leżały w województwie trockim, w powiecie trockim. Odpadły od Polski w wyniku III rozbioru.
W XIX i w początkach XX w. położone były w Rosji, w guberni wileńskiej, w powiecie trockim, w gminie Międzyrzecz. Były wówczas siedzibą okręgu wiejskiego. Znajdowały się tu wówczas młyn wodny i browar. Po I wojnie światowej pod administracją polską, w Zarządzie Cywilnym Ziem Wschodnich. W latach 1920–1922 w składzie Litwy Środkowej.
Od 11 kwietnia 1922 leżały w Polsce, w województwie wileńskim, w powiecie wileńsko-trockim, do 1 kwietnia 1927 w gminie Landwarowo, następnie w gminie Rudomino. W 1931 miejscowość liczyła 385 mieszkańców, zamieszkałych w 72 budynkach.
Podczas II wojny światowej stacjonowała tu 7 Wileńska Brygada Armii Krajowej oraz Wileńska Brygada Armii Krajowej „Gozdawa”. 12 kwietnia 1944 7 Brygada została zaatakowana przez Niemców, a podczas walk dodatkowo przez oddział partyzantki sowieckiej, który również miał za zadanie zlikwidować 7 Brygadę. Trzy walczące strony walczyły każda z każdą. 7 Brygada wycofowała się z pola walki i odskoczyła od Skorbucian.
Po II wojnie światowej w granicach Związku Sowieckiego. Od 1991 na niepodległej Litwie.

## Zabytki
kaplica
Znajduje się tu kaplica rzymskokatolicka z 1746, będąca filią parafii w Starych Trokach, faktycznie obsługiwaną przez parafię w Wojdatach. Kaplica była zamknięta w czasach zaborów i w okresie komunizmu. Podczas II wojny światowej była miejscem modlitw polskich partyzantów. Odnowiona w latach 90. XX w. przez weteranów wileńskiej Armii Krajowej i okolicznych mieszkańców.
cmentarz
Obok kaplicy położony jest cmentarz 7 Wileńskiej Brygady Armii Krajowej, odrestaurowany w 1991. Spoczywa na nim 16 żołnierzy.

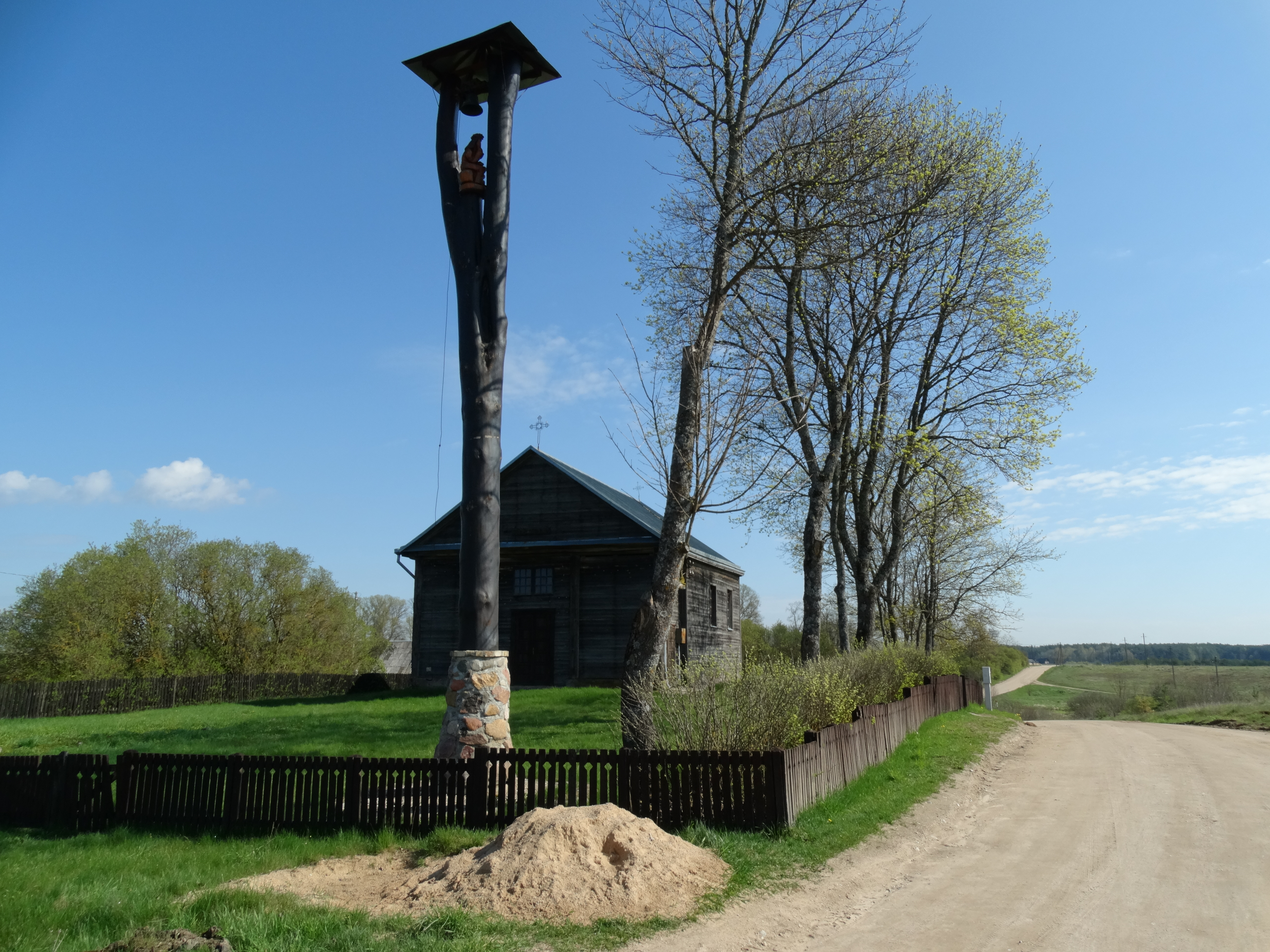
kaplica
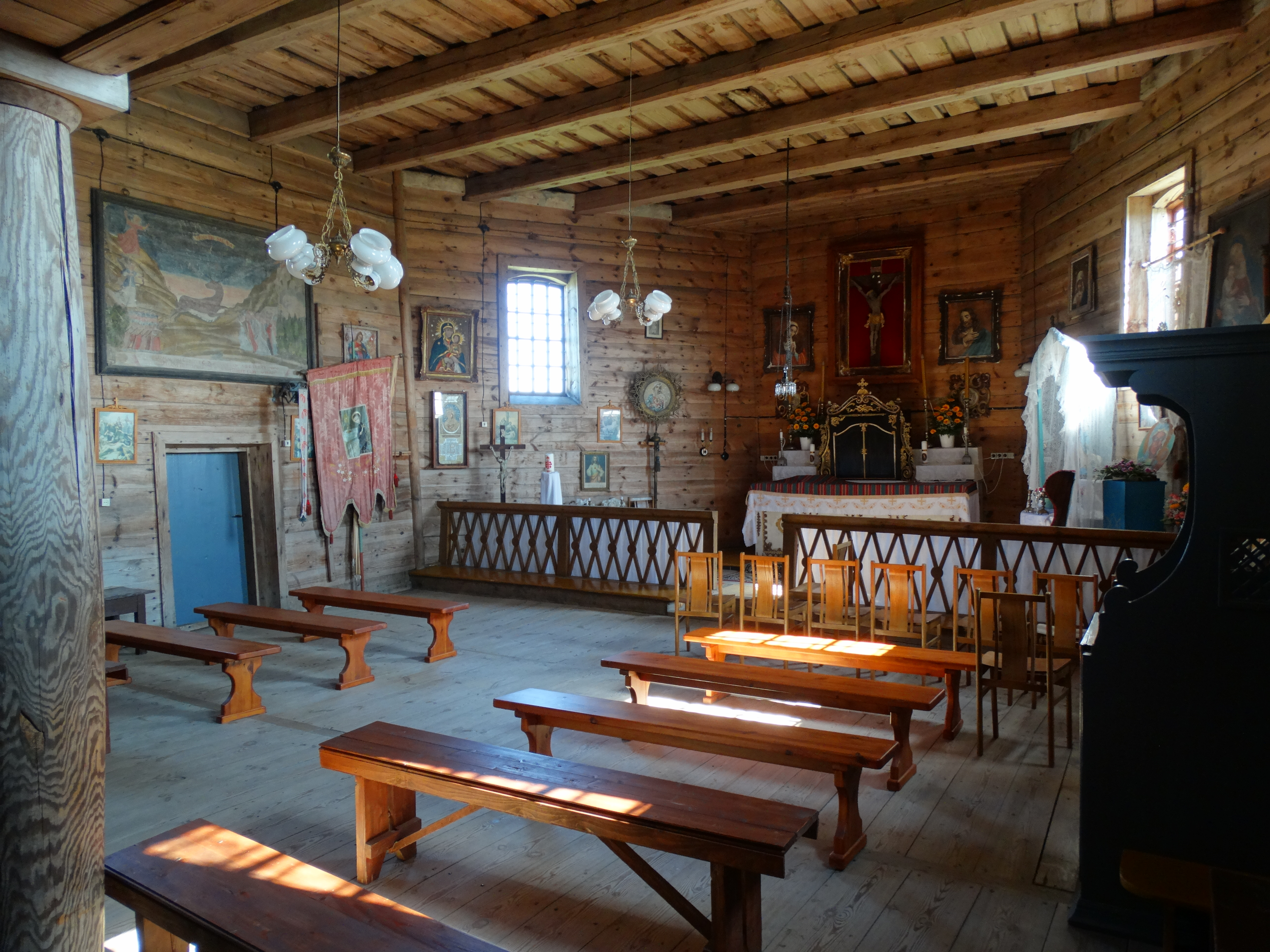
kaplica
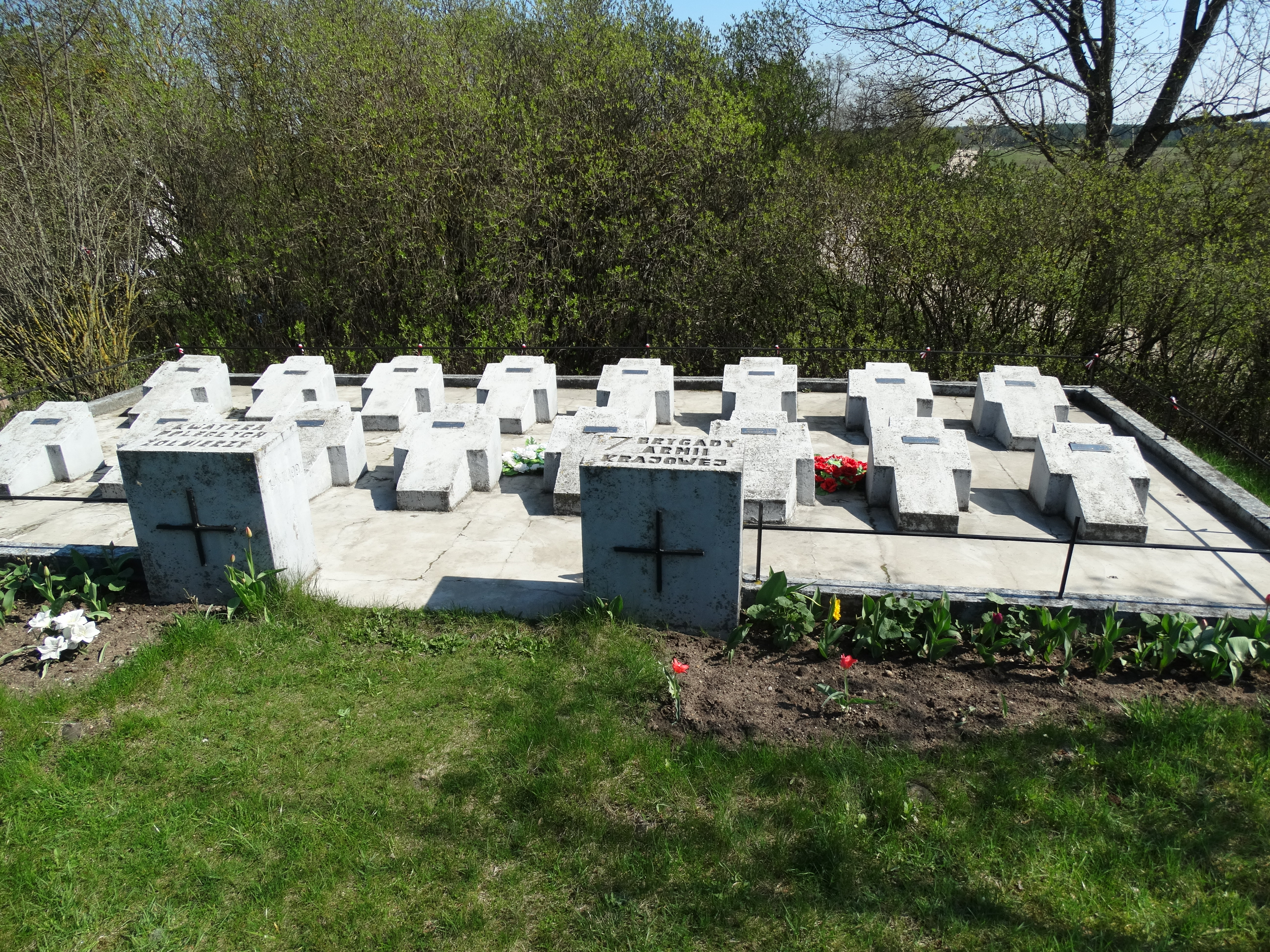
cmentarz AK

## Ludzie związani z miejscowością
- Stanisław Nowicki – rotmistrz Wojska Polskiego, działacz niepodległościowy; osadnik wojskowy w Skorbucianach